# Panicum callosum
Panicum callosum är en gräsart som beskrevs av Ferdinand von Hochstetter och Achille Richard. Panicum callosum ingår i släktet vipphirser, och familjen gräs. Inga underarter finns listade i Catalogue of Life.